# Jorge Bustamante
Jorge Bustamante Loza (* 27. Februar 1976) ist ein ehemaliger peruanischer Radrennfahrer und nationaler Meister im Radsport.

## Sportliche Laufbahn
Bustamante wurde 2005 Zweiter der Vuelta a Peru hinter Jorge Rios. Er gewann eine Etappe. Im Etappenrennen Lima–Wakama–Lima wurde er in jener Saison ebenfalls Zweiter. 2006 wurde er Vize-Meister Perus im Einzelzeitfahren hinter Gustavo Rios. Auch 2007 wurde er Vize-Meister hinter Ever Galindo. Zudem gewann er die Peruanische Meisterschaft im Straßenrennen der Männer vor Ever Galindo.